# Верша
Верша (рус. Верша) река је која протиче преко западних делова европског дела Руске Федерације. Протиче преко простране Псковске низије, преко Пушкиногорског и Островског рејона на западу Псковске области. Десна је притока реке Сињаје (притоке Великаје) и део басена реке Нарве, односно Финског залива Балтичког мора.
Верша је отока језера Веље из ког отиче у смеру севера. Углавном тече преко ниског, замочвареног и ретко насељеног подручја и улива се у Сињају код села Хилово, свега 8 km узводно од њеног ушћа у Великају.
Укупна дужина водотока је 30 km, док је површина сливног подручја око 252 km².